# Don-Juan-See
Der Don-Juan-See, auch Don Juan Pond, ist ein kleiner und sehr flacher hypersaliner See am westlichen Ende des Wright Valley (South Fork), Viktorialand, Antarktis, 9 km westlich des Vandasees. Er ist eingekeilt zwischen dem Asgard Range (Oliver Peak) im Süden und dem Dais im Norden. Am westlichen Ende gibt es einen kleinen Zufluss und einen Blockgletscher. Der Don-Juan-See gehört mit einem Salzgehalt von über 40 % zu den salzhaltigsten Gewässern der Erde.

## Entdeckung
Der See wurde 1961 entdeckt und nach zwei Hubschrauber-Piloten, Lt. Don(ald) Roe und Lt. John Hickey, benannt, die den Hubschrauber der ersten Untersuchung des Gewässers flogen. Bei dieser ersten Untersuchung herrschten Temperaturen von −30 °C und das stark salzhaltige Wasser war immer noch in flüssigem Zustand.

## Salzgehalt
Der Don-Juan-See ist ein flacher hypersaliner See mit ebenem Boden. Er hat einen höheren Salzgehalt als das Tote Meer und als der Assalsee in Dschibuti. Lediglich der Gaet'ale in Äthiopien weist einen noch höheren Salzgehalt auf.
Der See wird als Grundwasseraustrittszone beschrieben. Die dominierenden Ionen in der Lösung sind Calcium- und Chlorid-Ionen. Das Gebiet rund um den Don-Juan-See ist mit Natriumchlorid (NaCl) und Calciumchlorid (CaCl2)-Salzen bedeckt, die zurückgeblieben sind, als das Wasser verdunstete. Die Fläche und das Volumen des Don-Juan-Sees schwanken im Laufe der Zeit. Nach Angaben der „USGS topo map“ aus dem Jahr 1977 betrug seine Fläche rund 0,25 km². Anscheinend ist jedoch die Größe des Sees in den letzten Jahren erheblich geschrumpft. Die maximale Tiefe in den Jahren 1993/94 wurde als „einen Fuß tief“ (ca. 30 cm) beschrieben. Im Januar 1997 waren es etwa 10 cm und im Dezember 1998 war der See bis auf eine Fläche von ein paar Dutzend Quadratmetern fast trocken. Das meiste Wasser, das übrig blieb, war auf Senken im Umfeld größerer Felsbrocken im See beschränkt.
Die berechnete Zusammensetzung für das Wasser ist CaCl2 3,72 mol/kg und NaCl 0,50 mol/kg. Diese Lösung gefriert erst bei einer Temperatur von −51,8 °C. Das entspricht 413 g CaCl2 und 29 g NaCl pro kg Wasser (ca. 44,2 %).
Der Don-Juan-See ist die Typlokalität des seltenen Minerals Antarcticit, eines wasserhaltigen Calciumchlorides.

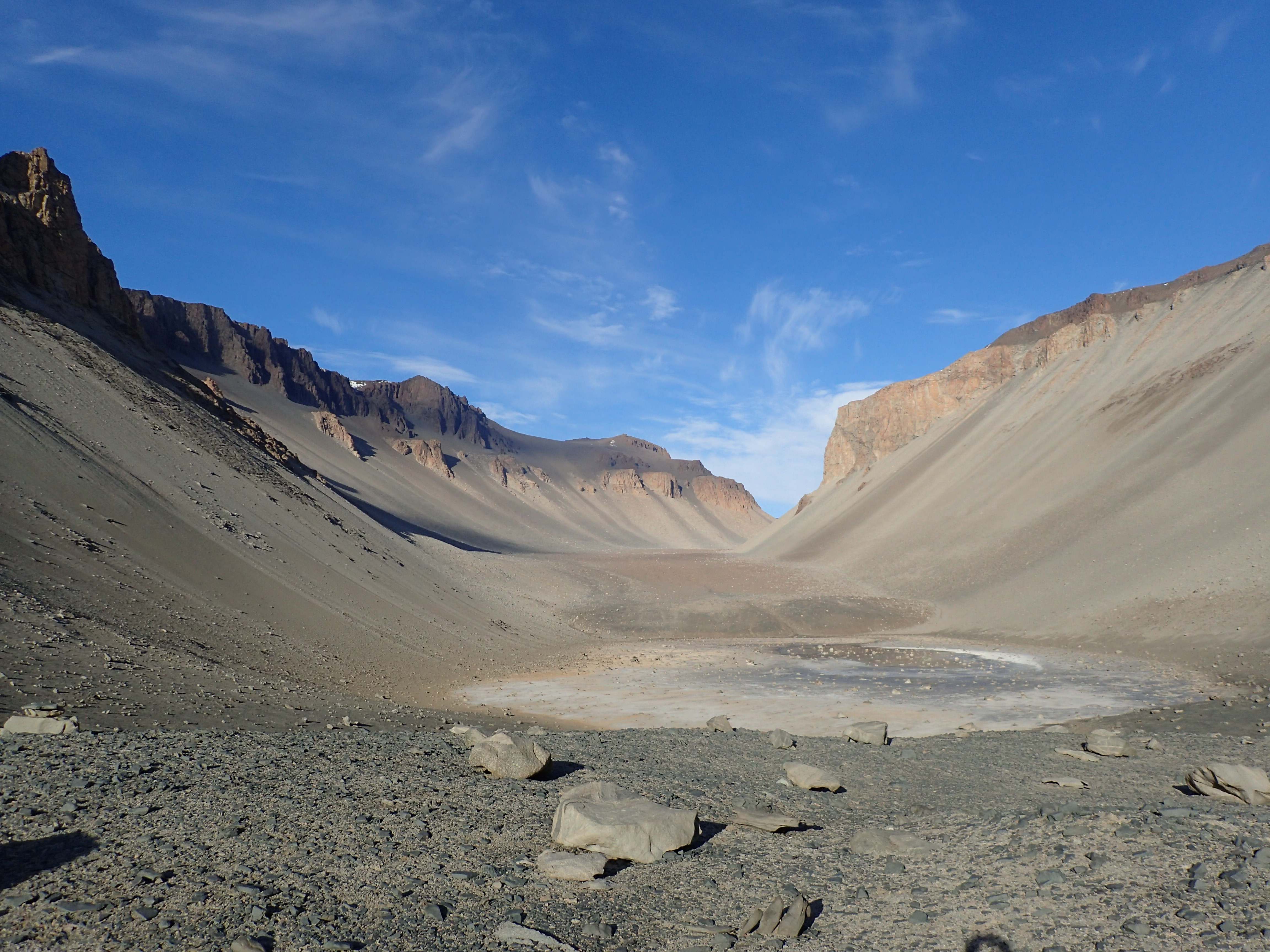
Blick hinab ins Tal mit dem See
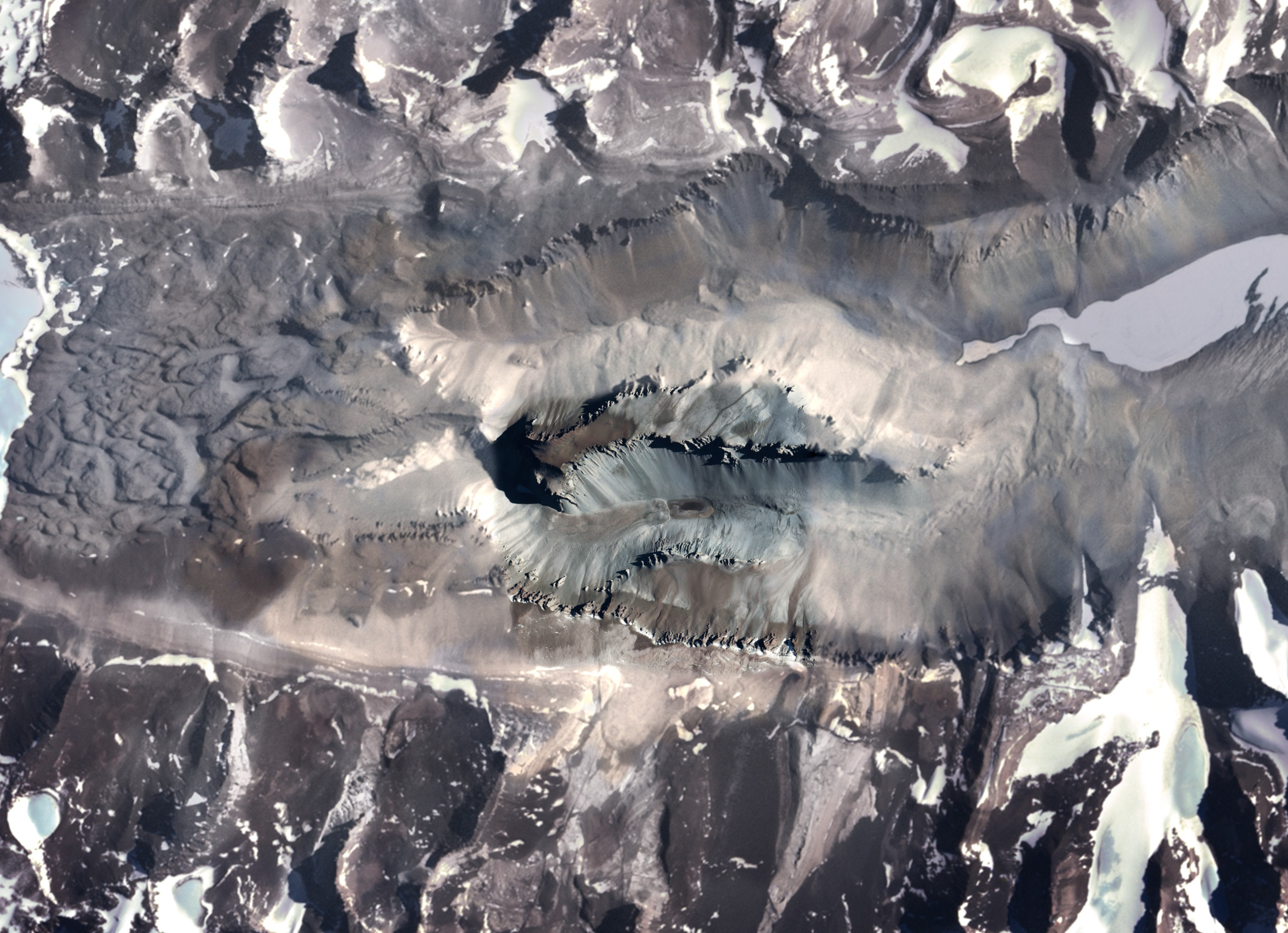
Luftbild A
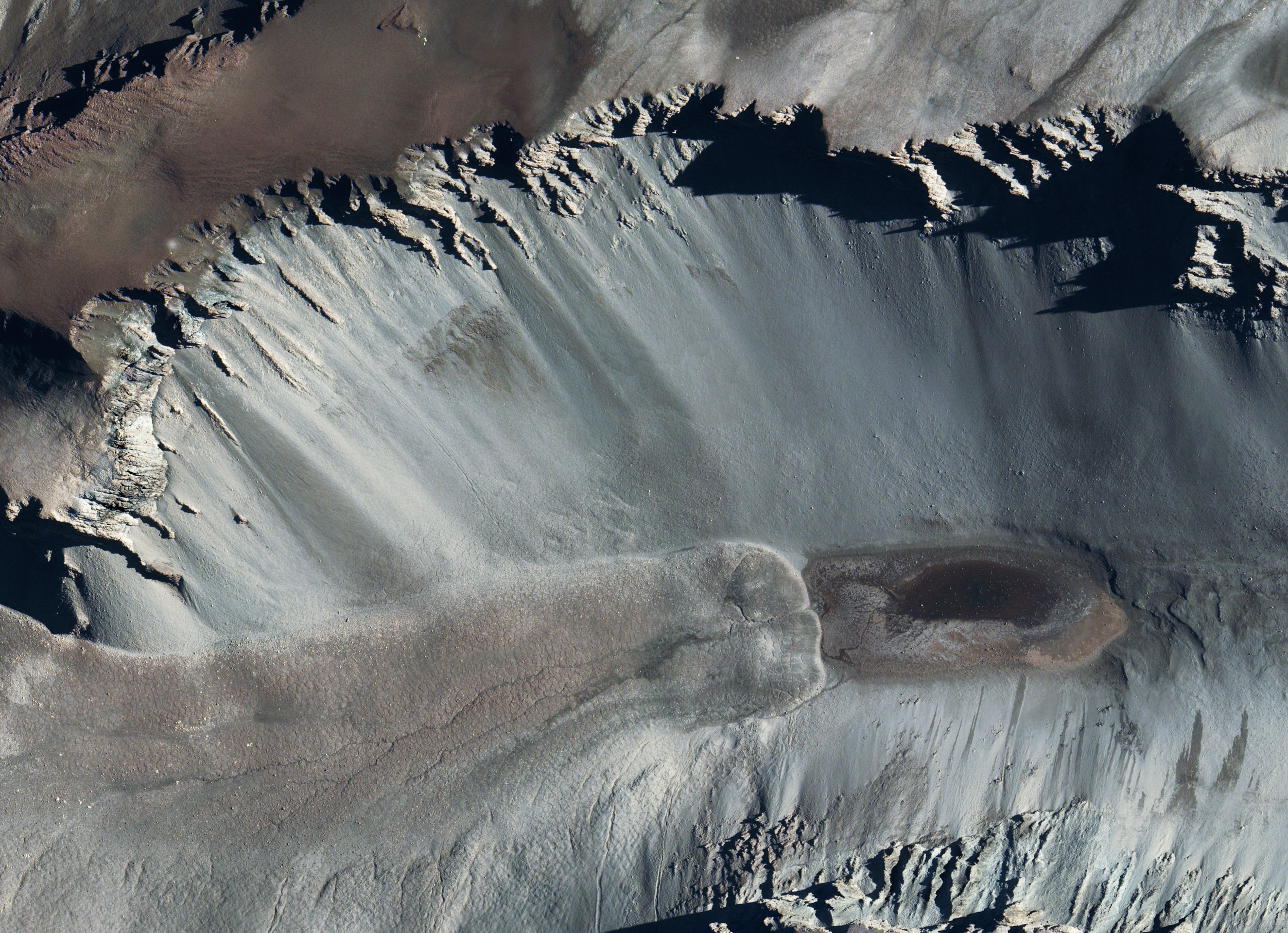
Luftbild B